# Radical 163
El radical 163, representado por el carácter Han 邑, es uno de los 214 radicales del diccionario de Kangxi. En mandarín estándar es llamado 邑部, (yì bù, ‘radical «ciudad»’); en japonés es llamado 邑部, ゆうぶ (yūbu), y en coreano 읍 (eup).
El radical 163 aparece siempre en el lado derecho de los caracteres que clasifica, en la mayoría de los casos adopta la forma 阝. Esta forma es idéntica a la forma simplificada del radical 170. La diferencia con este último es que el radical 170 aparece siempre en el lado izquierdo.
Los caracteres clasificados bajo el radical «ciudad» son utilizados comúnmente para escribir nombres de lugares o ciudades.

## Nombres populares
- Mandarín estándar: 右耳旁, yòu ěr páng, ‘oreja en el lado derecho’ (porque la variante 阝 se asemeja a una oreja).
- Coreano: 고을읍부, goeul eup bu, ‘radical eup-pueblo’. 우부방, u bu bang, ‘radical bu (阜, radical 170) en el lado derecho’.
- Japonés:　大里（おおざと）, ōzato, ‘pueblo grande’ (con el calificativo «grande» se le distingue del radical 170 que se conoce como «pueblo pequeño»).
- En occidente: radical «ciudad».

## Galería
| Estilos antiguos                                 | Estilos antiguos                  | Estilos antiguos                        | Estilos antiguos                   | Estilos antiguos                   | Estilos empleados actualmente       | Estilos empleados actualmente  | Estilos empleados actualmente    | Estilos empleados actualmente   | Estilos empleados actualmente  |
|                                                  |                                   |                                         |                                    |                                    |                                     | 邑                             | 邑                               |                                 |                                |
| 甲骨文 jiǎgǔwén (escritura de huesos oraculares) | 金文 jīnwén (escritura de bronce) | 简帛 jiǎnbó (escritura de bambú y seda) | 篆文 zhuànwén (escritura de sello) | 篆文 zhuànwén (escritura de sello) | 隸書 lìshū (estilo de los escribas) | 楷書 kǎishū (estilo regular)   | 楷書 kǎishū (estilo regular)     | 行書 xǐngshū (estilo corriente) | 草書 cǎoshū (estilo de hierba) |
| 甲骨文 jiǎgǔwén (escritura de huesos oraculares) | 金文 jīnwén (escritura de bronce) | 简帛 jiǎnbó (escritura de bambú y seda) | 大篆 dàzhuàn (sello grande)        | 小篆 xiǎozhuàn (sello pequeño)     | 隸書 lìshū (estilo de los escribas) | 繁體／繁体 fántǐ (tradicional) | 简体／簡體 jiǎntǐ (simplificado) | 行書 xǐngshū (estilo corriente) | 草書 cǎoshū (estilo de hierba) |

## Caracteres con el radical 163
| trazos | carácter                                                             |
| ------ | -------------------------------------------------------------------- |
| + 0    | 邑 阝                                                                |
| + 2    | 邓                                                                   |
| + 3    | 邔 邕 邖 邗 邘 邙 邚 邛 邜 邝                                        |
| + 4    | 邞 邟 邠 邡 邢 那 邤 邥 邦 邧 邨 邩 邪 邫 邬                         |
| + 5    | 邭 邮 邯 邰 邱 邲 邳 邴 邵 邶 邷 邸 邹 邺 邻                         |
| + 6    | 邼 邽 邾 邿 郀 郁 郂 郃 郄 郅 郆 郇 郈 郉 郊 郋 郌 郍 郎 郏 郐 郑 郓 |
| + 7    | 郒 郔 郕 郖 郗 郘 郙 郚 郛 郜 郝 郞 郟 郠 郡 郢 郣 郤 郥 郦 郧       |
| + 8    | 部 郩 郪 郫 郬 郭 郮 郯 郰 郱 郲 郳 郴 郵 郶 郷 郸 郹 郺 郻 郼 都    |
| + 9    | 郾 郿 鄀 鄁 鄂 鄃 鄄 鄅 鄆 鄇 鄈 鄉 鄊                               |
| + 10   | 鄋 鄌 鄍 鄎 鄏 鄐 鄑 鄒 鄓 鄔 鄕 鄖 鄗                               |
| + 11   | 鄘 鄙 鄚 鄛 鄜 鄝 鄞 鄟 鄠 鄡 鄢 鄣 鄤 鄥                            |
| + 12   | 鄦 鄧 鄨 鄩 鄪 鄫 鄬 鄭 鄮 鄯 鄰 鄱 鄲                               |
| + 13   | 鄳 鄴 鄵 鄶 鄷                                                       |
| + 14   | 鄸 鄹                                                                |
| + 15   | 鄺 鄻 鄼 鄽 鄾                                                       |
| + 16   | 鄿 酀 酂                                                             |
| + 17   | 酁 酃                                                                |
| + 18   | 酄 酅 酆                                                             |
| + 19   | 酇 酈                                                                |